# Сырвож (приток Чуба)
Сырвож (устар. Сар-Вож) — река в России, протекает по территории Усть-Вымского и Княжпогостского районов Республики Коми. Устье реки находится в 53 км по левому берегу реки Чуб. Длина реки — 45 км. В 12 км от устья по левому берегу впадает река Войвож.

## Данные водного реестра
По данным государственного водного реестра России относится к Двинско-Печорскому бассейновому округу, водохозяйственный участок реки — Вычегда от города Сыктывкар и до устья, речной подбассейн реки — Вычегда. Речной бассейн реки — Северная Двина.